# マンフレッド・マン・チャプター・スリー
マンフレッド・マン・チャプター・スリー（Manfred Mann Chapter Three）は、イングランド出身のジャズ・ロック・バンド。
南アフリカ出身のキーボーディストであるマンフレッド・マンが、ブリティッシュビート・バンド「マンフレッド・マン」に続いて率いた、二番目のリーダーバンドとして知られる。

## 来歴

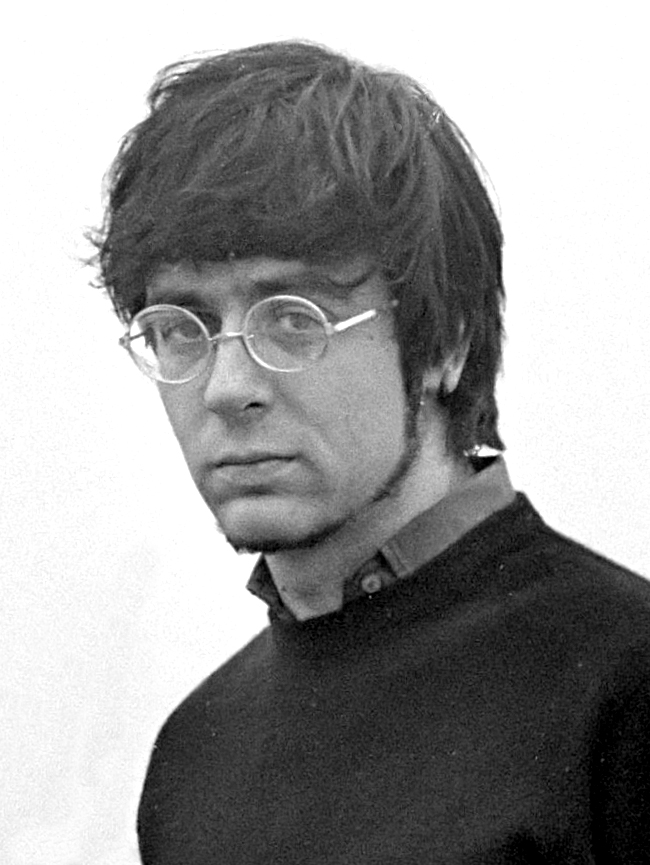
創設者マンフレッド・マン（1967年）

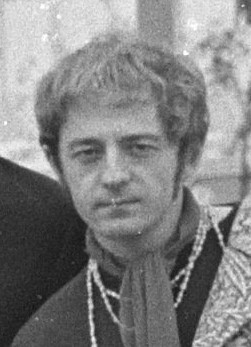
盟友マイク・ハグ（1967年）

1960年代、南アフリカ共和国出身のオルガニストであるマンフレッド・マンは英国に渡り、ブリティッシュビート・バンド「マンフレッド・マン (バンド)」を結成して活動していた。
マンフレッドは1966年頃から同僚であるマイク・ハグと共に、ジャズのサイド・プロジェクトで不定期に活動。更に1969年「マンフレッド・マン」の活動末期に「Emanon」(no nameの逆さ読み）という名で、ジャズ・ロックを指向した実験音楽を始める。メンバーが集い始めた初期の頃に、ミシュランのテレビCMの ジングル制作機会を得るなどで手応えを掴んだマンフレッドとハグは「マンフレッド・マン」を正式に解消し、同プロジェクトを本格化させた。
同年10月に「マンフレッド・マン・チャプター・スリー」の名でライブ・デビューする。バンド名の由来は、「マンフレッド・マン」の初期時代を"チャプターI"、1966年「フォンタナ・レコード」に移籍した時代からを"チャプターII"、そして当バンドを"チャプターIII"としてカウントしたものである。このラインナップで1stアルバム『マンフレッド・マン・チャプター・スリー』を制作。当時新設されたレーベル「ヴァーティゴ」の第一弾アーティストとしてアルバム・デビューした。
1970年、早速次作の制作を開始。後に様々なロック・バンドで活躍する若き有望株達が参加し、ファースト・アルバムから増員しての大所帯になる。ホーン・セクションを導入し、更にブラス・ロック色を強めたセカンド・アルバム『ボリューム・ツゥー』を発表する。
そして同年に3rdアルバム『Volume Three』の制作に取り掛かるが、完成を見ないままバンドは崩壊した。
解散後、マンフレッドは、モーグ・シンセサイザーを導入した、よりプログレッシブ・ロック要素の強い「マンフレッド・マンズ・アース・バンド」を結成。ハグはソロ活動で"チャプターIII"の音楽性を引き継いだ。

## ラインナップの変遷

### エマノン (Emanon) 1969年4月-8月
- マンフレッド・マン (Manfred Mann) - オルガン
- マイク・ハグ (Mike Hugg) - ボーカル、エレクトリック・ピアノ、ピアノ
- スティーヴ・ヨーク (Steve York) - ベース
- バーニー・リヴィング (Bernie Living) - サックス、フルート
- クレイグ・コリンジ (Craig Collinge) - ドラム

+
- ソニー・コルベット (Sonny Corbett) - トランペット (ゲスト/4月24日のライブ)
- カール・グリフィス (Carl Griffith) - サックス (ゲスト/4月24日のライブ)
- デイヴ・コックスヒル (Dave Coxhill) - サックス (ゲスト/4月24日のライブ)
- クライヴ・スティーヴンス (Clive Stevens) - サックス (ゲスト/4月24日のライブ)
- ジェラルド・ドレウェット (Gerald Drewett) - トロンボーン (ゲスト/4月24日のライブ)
- ? - ギター (ゲスト/「Michelin Theme」)

「Michelin Theme (go radial go michelin)」（ミシュランのテーマ）録音。

### 第1期 1969年10月-1970年
- マンフレッド・マン (Manfred Mann) - オルガン、ボーカル
- マイク・ハグ (Mike Hugg) - ボーカル、エレクトリック・ピアノ、ピアノ
- スティーヴ・ヨーク (Steve York) - ベース、ハーモニカ
- バーニー・リヴィング (Bernie Living) - サックス、フルート
- クレイグ・コリンジ (Craig Collinge) - ドラム

+
- ハロルド・ベケット (Harold Becket) - トランペット (ゲスト/ファースト・アルバム)
- ブライアン・ハグ (Brian Hugg) - アコースティックギター (ゲスト/ファースト・アルバム)

ファースト・アルバム『ヴォリューム 1』録音。

### 第2期 1970年春
- マンフレッド・マン (Manfred Mann) - オルガン
- マイク・ハグ (Mike Hugg) - ボーカル、エレクトリック・ピアノ、ピアノ
- スティーヴ・ヨーク (Steve York) - ベース
- バーニー・リヴィング (Bernie Living) - サックス
- クレイグ・コリンジ (Craig Collinge) - ドラム(2nd録音中に脱退)
- ソニー・コルベット (Sonny Corbett) - トランペット
- クライヴ・スティーヴンス (Clive Stevens) - サックス
- デイヴ・コックスヒル (Dave Coxhill) - サックス
- デイヴ・ブルックス (Dave Brooks) - サックス
- ブライアン・ハグ (Brian Hugg) - アコースティックギター、バック・ボーカル

+
- ハロルド・ベケット (Harold Becket) - トランペット (ゲスト/2ndアルバム)
- コンラッド・イシドール (Conrad Isidore) - ドラム (ゲスト/2ndアルバム)
- アンディ・マカロック (Andy McCulloch) - ドラム (ゲスト/2ndアルバム)
- ジェリー・フィールド (Jerry Field) - ヴァイオリン (ゲスト/2ndアルバム)

セカンド・アルバム『ヴォリューム 2』録音。

### 第3期 1970年春-1970年末
- マンフレッド・マン (Manfred Mann) - オルガン、シンセサイザー
- マイク・ハグ (Mike Hugg) - ボーカル、エレクトリック・ピアノ、ピアノ
- スティーヴ・ヨーク (Steve York) - ベース
- コンラッド・イシドール (Conrad Isidore) - ドラム、バック・ボーカル
- ソニー・コルベット (Sonny Corbett) - トランペット
- カール・グリフィス (Carl Griffith) - サックス、フルート
- クライヴ・スティーヴンス (Clive Stevens) - サックス
- ジェラルド・ドレウェット (Gerald Drewett) - トロンボーン

+
- リザ・ストライク (Liza Strike) - バック・ボーカル (ゲスト/5月4日のライブ、サード・アルバム・レコーディング・セッション?)
- リンダ・ルイス (Linda Lewis) - バック・ボーカル (ゲスト/5月4日のライブ、サード・アルバム・レコーディング・セッション?)
- クリス・スレイド (Chris Slade) - ドラム (サード・アルバム・レコーディング・セッション)
- ? - ギター (サード・アルバム・レコーディング・セッション)

サード・アルバム『Volume Three』を録音開始するがアルバムは未発表。クリス・スレイドが録音に参加していることは判明しているが、録音メンバーの詳細は不明。後に発掘された「Messin' Up The Land」での男性バッキング・ボーカル（イシドールと思われる）や女性バッキング・ボーカルから、この時期のメンバーで録音されたと推測される。
ギターはファースト・アルバム、セカンド・アルバムに参加していたブライアン・ハグか、後にマンフレッド・マンズ・アース・バンドに参加するミック・ロジャースである可能性がある。

## ディスコグラフィ

### スタジオ・アルバム
- 『ヴォリューム 1』 - Manfred Mann Chapter Three (1969年、Vertigo) ※第1期。旧邦題『マンフレッド・マン・チャプター・スリー』
- 『ヴォリューム 2』 - Manfred Mann Chapter Three Volume Two (1970年、Vertigo) ※第2期。旧邦題『ボリューム・ツゥー』

### コンピレーション・アルバム
- 『ラジオ・デイズVOL.3 ライヴ・セッションズ・アンド・スタジオ・レアリティーズ』 - Radio Days Vol 3 (Live Sessions & Studio Rarities) (2019年、East Central One) ※ライブ&レア音源集。1968年-1972年録音

### オムニバス・アルバム
- Vertigo Annual (1970年) ※「One Way Glass」で参加 第1期

### シングル
- "Happy Being Me / Devil Woman" (1970年 第2期(A面)、第1期(B面))
- "Virginia / I Ain't Laughing" (1971年 第2期)

### その他
- マンフレッド・マン : "Ragamuffin Man / A 'B'side" (1969年)
B面曲を1stアルバムで「Travelling Lady」として再演している。
- マンフレッド・マンズ・アース・バンド : Glorified Magnified (1972年)
1stアルバムの「One Way Glass」を再演している。
- マンフレッド・マンズ・アース・バンド : 『メッシン』 - Messin' (1973年)
3rdアルバム『Volume Three』用の曲「Messin' Up The Land」を「Messin'」として再演している。
- マンフレッド・マンズ・アース・バンド : 『太陽の化身』 - Solar Fire (1973年)
3rdアルバム『Volume Three』用の曲「Fish」を「Saturn, Lord Of the Ring / Mercury, The Winged Messenger」として再演している。
- マンフレッド・マンズ・アース・バンド : Odds & Sods Mis-takes & Out-takes (2005年)
3rdアルバム『Volume Three』用に録音された3曲「Messin' Up The Land」「Fish」「Turn You Away From My Door」を収録している。
- トライフル (Trifle) : 『ファースト・ミーティング』 - First Meeting (1970年)
1stアルバムの「One Way Glass」をカバーしている。ベースのパトリック・キングは後に「マンフレッド・マンズ・アース・バンド」に参加。